# Хаббард (округ Хаббард, Миннесота)
Ха́ббард (англ. Hubbard) — тауншип в округе Хаббард, Миннесота, США. На 2000 год его население составило 786 человек.

## География
По данным Бюро переписи населения США площадь тауншипа составляет 93,2 км², из которых 84,9 км² занимает суша, а 8,3 км² — вода (8,94 %).

## Демография
По данным переписи населения 2000 года здесь находились 786 человек, 311 домохозяйств и 235 семей. Плотность населения — 9,3 чел./км². На территории тауншипа расположено 744 постройки со средней плотностью 8,8 построек на один квадратный километр. Расовый состав населения: 98,73 % белых, 0,76 % афроамериканцев, 0,13 % коренных американцев, 0,13 % азиатов и 0,25 % приходится на две или более других рас. Испанцы или латиноамериканцы любой расы составляли 0,38 % от популяции тауншипа.
Из 311 домохозяйств в 29,9 % воспитывались дети до 18 лет, в 68,5 % проживали супружеские пары, в 4,8 % проживали незамужние женщины и в 24,4 % домохозяйств проживали несемейные люди. 22,2 % домохозяйств состояли из одного человека, при том 11,3 % из — одиноких пожилых людей старше 65 лет. Средний размер домохозяйства — 2,53, а семьи — 2,95 человека.
24,8 % населения — младше 18 лет, 5,2 % — в возрасте от 18 до 24 лет, 22,8 % — от 25 до 44, 28,1 % — от 45 до 64, и 19,1 % — старше 65 лет. Средний возраст — 43 года. На каждые 100 женщин приходилось 112,4 мужчин. На каждые 100 женщин старше 18 приходилось 109,6 мужчин.
Средний годовой доход домохозяйства составлял 33 679 долларов, а средний годовой доход семьи — 36 442 доллара. Средний доход мужчин — 28 194 доллара, в то время как у женщин — 22 031. Доход на душу населения составил 20 979 долларов. За чертой бедности находились 6,3 % семей и 8,1 % всего населения тауншипа, из которых 13,1 % младше 18 и 9,9 % старше 65 лет.